# Schlattner Jenő
Schlattner Jenő László (Salgótarján, 1896. július 21. – Budapest, 1975. október 10.) Kossuth-díjas gépészmérnök, a kémiai tudományok kandidátusa, a Szénfeldolgozó Vegyipari Központ műszaki vezetője; az MTA Kőolaj-, Gáz- és Szénfeldolgozási Bizottságának elnöke,

## Munkássága
Schlattner Károly (1867–1940) lovászmester, jószágigazgató és Boldizsár Erzsébet fia. Apai nagyszülei Schlattner Nándor és Seidl Terézia voltak. Diplomáját 1921-ben a Műszaki Egyetemen szerezte. 1923-ban házasságot kötött Kereszty István és Klebovics Ilona lányával, Emília Arankával. 1924-től a salgótarjáni Kőszénbánya Rt. dorogi erőműve és a szénlepárló üzem vezetője volt. 1933-ban tervezte és szabadalmaztatta az első komplex barnakőszénlepárló telepet. Nevéhez fűződik az úgynevezett Sclattner-kemence megépítése. Munkásságáért kapta Kossuth-díját 1951-ben. A műszaki egyetem díszdoktora (1961). 1967-ben házasságra lépett Zapomel János és Lengyel Julianna lányával, Ilonával (1909–1975). Dorogon utcát neveztek el róla.

## Művei
- A dorogi lepárlótelep és sajtolt kokszgyártás (1936)
- A magyar barnaszenekből előállítható kohókosz gyártása (1953)